# Adria Rae
Adria Rae (született: 1996. augusztus 26.) amerikai pornószínésznő és rendező. 2015-ben, 19 éves korában lépett be a pornóiparba, rendezői debütálására pedig 2019 januárjában került sor. 2020 decemberéig Rae 424 jelenetben játszott színésznőként, és hét jelenetet rendezett a Deeper Studios számára. 

## Fiatalkora
Rae a kaliforniai Los Gatosban született, de a Michigan állambeli Grand Rapids kis külvárosában nőtt fel. Felnőtté válva szülei rengeteg gyümölcsöt és zöldséget termesztettek; szülei élete nagy részében vegánok voltak. A hetediktől a tizennegyedik osztályig egy kis iskolába járt, mindössze 300 tanulóval. 13 évesen néhány olyan döntést hozott, amelyek miatt az iskolában mindenki látta meztelen képeit.  Később abban az évben elveszítette szüzességét a 16 éves barátja kocsijának hátsó ülésén.
Mielőtt belekezdett volna a pornóiparba, körülbelül hat hónapig dolgozott egy pénzügyi cégnél.

## Karrier
Nagykorúvá válása után Rae a MyFreeCams.com webhelyen kezdett forgatni webkameráját használva. A pornóiparban 2015 augusztusában kezdte karrierjét, még mielőtt 19 éves lett volna. A PornPros stúdiónak forgatott. Kezdetben Aspen Reign fedőnéven dolgozott, de miután egy valódi ilyen nevű személy felvette vele a kapcsolatot, meg kellett változtatnia az álnevét. Új álnevének – Adria – első részét egy névgenerátoron keresztül találták meg, a másodikat – Rae – vezetéknév formájában való előfordulása miatt vették fel.
2016 nyarán először tűnt fel anális szex jelenetben  az Evil Angel stúdió Anal Starlets 3 című filmjében. 2017 áprilisában kizárólagos szerződést írt alá a WankzVR VR stúdióval. 2017 nyarán először játszott kettős behatolás jelenetben Pierre Woodman stúdiójának. Adria Rae-t az LA Direct Models képviseli.
2017 májusában a Twistys nevű pornográf oldal őt választotta a hónap modelljének (Treat of the Month). 2018. március végén a Fucking Awesome pornó oldal a hónap lányává választotta. Ugyanezen év októberében lett a Girlsway Hónap lánya. 2020 szeptemberének végén jelent meg először a Hustler magazin címlapján, amelyen Lana Rhodes-szal közösen szerepelt.

## Öngyilkossági kísérlet
Rae korábban több nehézséget is tapasztalt. 2018 elején Rae felfedezte, hogy terhes ugyanazon a napon, amikor kiderült, hogy barátja, a felnőtt színésznő, August Ames öngyilkos lett. Ez a két hír együtt arra késztette Rae-t, hogy megkérje ügynökét, hogy függessze fel egy másnapra tervezett anális szex jelenetet, amelyet 500 dolláros bírság ellenében töröltek.
2018. május 9-én Rae tweetelt fiókjából, amelyet később felfüggesztettek, hogy három nappal korábban öngyilkosságot kísérelt meg. Az öngyilkossági kísérlete utáni napon, május 7-én, le kellett forgatnia egy jelenetet, amelyen nem vett részt, és hiába talált színésznőt helyettesítésére, 200 dolláros bírsággal sújtották. Ügynöke megtiltotta, hogy további jeleneteket készítsen, amíg egy új per büntetése alatt megvalósítható orvosi mentést nem kap. A digitális The Daily Beast című filmben napvilágra került hírt Aurora Snow újságíró és pornósztár tette közzé, aki már előre tudta a színésznő helyzetét. 

## Díjak
2016 októberében Rae elnyerte a NightMoves díjat a Best New Starlet-ért (a szerkesztő választása). Egy évvel később ugyanazt a díjat nyerte el, ezúttal a Legjobb el nem ismert női előadó kategóriában (a szerkesztő választása). 2018. január végén Adriát Melissa Moore-val és Elsa Jean-val együtt megnyerték a legjobb leszbikus csoportos jelenetért járó AVN-díjat (2017-ben, Best New Starlet). 2020 januárjában Rae volt az egyik a hét győztes közül, akik megnyerték a legjobb szex jelenetért járó XBIZ-díjat – Virtuális valóság a Santa's Naughty List-ben játszott szerepéért.
Rae 2019 szeptemberében debütált rendezőként a Finish videóval a Deeper Studios alatt.

## Válogatott filmográfia

### Színésznőként
- 2016 – Anal Starlets 3
- 2016 – Coming of Age 2
- 2016 – Creampie Virgins
- 2016 – Dominance and Submission
- 2016 – Father Figure 10
- 2017  – Amateur Introductions 24
- 2017 – Anal Beauty 5
- 2017 – Step Siblings Caught 6
- 2017 – Super Cute 7
- 2017 – Tight 3
- 2018 – Lesbian Stepsisters 6
- 2018 – Facialized 5
- 2018 – Skinny Dipping
- 2018 – Bad Behavior
- 2018 – The Art of Pussy Eating
- 2019 – Slumber Party
- 2019 – Exposure Therapy
- 2019 – The Gag Gift
- 2019 – A Firm Hand
- 2019 – Girls Kissing Girls 24
- 2020 – 3rd Wheel
- 2020 – She's My Daddy
- 2020 – Swapped at Birth: The Other Family
- 2020 – Adria's Double Penetration

## Fordítás
- Ez a szócikk részben vagy egészben  az   Adria Rae című angol Wikipédia-szócikk fordításán alapul.  Az eredeti cikk szerkesztőit annak laptörténete sorolja fel. Ez a jelzés csupán a megfogalmazás eredetét és a szerzői jogokat jelzi, nem szolgál a cikkben szereplő információk forrásmegjelöléseként.

## Külső hivatkozások
- Adria Rae az Internet Movie Database oldalon (angolul)